# Saison 1990-1991 du FC Nantes
Chronologie
Saison précédente Saison suivante
La saison 1990-1991 du FC Nantes est la 48e saison de l'histoire du club nantais. Le club est engagé dans deux compétitions : la Division 1 (28e participation) et la Coupe de France (48e participation).

## Effectif

### Transferts
| Nom                   | Nationalité | Poste     | Transfert | Provenance/Destination       | Division                |
| --------------------- | ----------- | --------- | --------- | ---------------------------- | ----------------------- |
| Arrivées              |             |           |           |                              |                         |
| Philippe Montanier    | France      | Gardien   |           | SM Caen                      | Division 1 (D1)         |
| Maxime Bossis         | France      | Défenseur |           | Joueur libre                 |                         |
| Eddy Capron           | France      | Défenseur |           | FC Nantes rés.               | Division 3 - Ouest (D3) |
| Christian Karembeu    | France      | Défenseur |           | FC Nantes rés.               | Division 3 - Ouest (D3) |
| Thierry Fernier       | France      | Milieu    |           | Racing Paris 1               | Division 1 (D1)         |
| Japhet N'Doram        | Tchad       | Milieu    |           | Tonnerre Yaoundé             | Division 1 (D1)         |
| Reynald Pedros        | France      | Milieu    |           | FC Nantes rés.               | Division 3 - Ouest (D3) |
| Jean-Louis Lima       | France      | Attaquant |           | Racing Paris 1               | Division 1 (D1)         |
| Départs               |             |           |           |                              |                         |
| Jean-Claude Milani    | Suisse      | Gardien   |           | Neuchâtel Xamax              | Nationalliga (D1)       |
| Jean-Sylvestre Auniac | France      | Défensif  |           | Olympique d'Alès-en-Cévennes | Division 2 - A (D2)     |
| Antoine Kombouaré     | France      | Défenseur |           | SC Toulon-Var                | Division 1 (D1)         |
| Franky Vercauteren    | Belgique    | Milieu    |           | RWD Molenbeek                | Division 1 (D1)         |
| Loïc Amisse           | France      | Attaquant |           | Angers SCO                   | Division 2 - B (D2)     |

## Compétitions

### Division 1
| Date                      | Journée | TV     | Adversaire               | Lieu | Score | Buteurs du FC Nantes              | Class. | Affluence |
| ------------------------- | ------- | ------ | ------------------------ | ---- | ----- | --------------------------------- | ------ | --------- |
| Samedi 21 juillet 1990    | J01     | -      | SM Caen                  | Dom. | 0 - 0 | -                                 | 9      |           |
| Samedi 28 juillet 1990    | J02     | -      | Lille OSC                | Ext. | 1 - 1 | Robert 8e                         | 11     |           |
| Samedi 4 août 1990        | J03     | -      | FC Metz                  | Dom. | 1 - 1 | Ouédec 35e                        | 9      |           |
| Samedi 11 août 1990       | J04     | -      | AS Monaco FC             | Dom. | 3 - 1 | Youm 39e, Ouédec 45e, Henry 87e   | 7      |           |
| Samedi 18 août 1990       | J05     | -      | FC Girondins de Bordeaux | Ext. | 0 - 2 | -                                 | 11     |           |
| Samedi 25 août 1990       | J06     | -      | Olympique de Marseille   | Dom. | 1 - 1 | Robert 79e                        | 10     |           |
| Mercredi 29 août 1990     | J07     | -      | Toulouse FC              | Ext. | 0 - 2 | -                                 | 13     |           |
| Samedi 8 septembre 1990   | J08     | -      | AS Cannes                | Dom. | 1 - 0 | Robert 16e (pen.)                 | 12     |           |
| Samedi 15 septembre 1990  | J09     | -      | AS Nancy-Lorraine        | Ext. | 2 - 3 | Loko 12e 60e                      | 11     |           |
| Samedi 22 septembre 1990  | J10     | -      | AS Saint-Étienne         | Dom. | 2 - 1 | Henry 55e, N'Doram 73e            | 11     |           |
| Samedi 29 septembre 1990  | J11     | -      | Paris Saint-Germain FC   | Ext. | 1 - 1 | Robert 2e                         | 11     |           |
| Vendredi 5 octobre 1990   | J12     | Canal+ | Brest Armorique FC       | Dom. | 1 - 0 | Loko 58e                          | 10     |           |
| Samedi 20 octobre 1990    | J13     | -      | SC Toulon-Var            | Ext. | 1 - 3 | Robert 57e (pen.)                 | 10     |           |
| Samedi 27 octobre 1990    | J14     | -      | Stade rennais FC         | Dom. | 2 - 0 | Desailly 6e, Ferri 29e            | 8      |           |
| Samedi 3 novembre 1990    | J15     | -      | FC Sochaux-Montbéliard   | Ext. | 1 - 1 | Robert 56e                        | 7      |           |
| Samedi 10 novembre 1990   | J16     | -      | Montpellier HSC          | Dom. | 1 - 1 | Robert 21e (pen.)                 | 8      |           |
| Samedi 24 novembre 1990   | J17     | -      | AJ Auxerre               | Ext. | 2 - 0 | Fernier 61e 73e                   | 6      |           |
| Dimanche 2 décembre 1990  | J18     | -      | OGC Nice                 | Dom. | 2 - 2 | Jakovljević 19e, Robert 70e       | 5      |           |
| Dimanche 16 décembre 1990 | J20     | -      | Lille OSC                | Dom. | 0 - 0 | -                                 | 6      |           |
| Dimanche 13 janvier 1991  | J22     | -      | AS Monaco FC             | Ext. | 1 - 2 | N'Doram 61e                       | 11     |           |
| Samedi 19 janvier 1991    | J23     | -      | FC Girondins de Bordeaux | Dom. | 0 - 0 | -                                 | 11     |           |
| Mercredi 23 janvier 1991  | J21     | -      | FC Metz                  | Ext. | 0 - 2 | -                                 | 9      |           |
| Dimanche 27 janvier 1991  | J24     | -      | Olympique de Marseille   | Ext. | 0 - 6 | -                                 | 13     |           |
| Mercredi 30 janvier 1991  | J19     | -      | Olympique lyonnais       | Ext. | 0 - 2 | -                                 | 8      |           |
| Dimanche 3 février 1991   | J25     | -      | Toulouse FC              | Dom. | 0 - 0 | -                                 | 13     |           |
| Dimanche 10 février 1991  | J26     | -      | AS Cannes                | Ext. | 1 - 2 | Robert 20e (pen.)                 | 16     |           |
| Dimanche 24 février 1991  | J28     | -      | AS Saint-Étienne         | Ext. | 3 - 1 | Ferri 24e, Fernier 56e (pen.) 60e | 11     |           |
| Mercredi 27 février 1991  | J27     | -      | AS Nancy-Lorraine        | Dom. | 1 - 0 | Ferri 80e                         | 13     |           |
| Samedi 2 mars 1991        | J29     | -      | Paris Saint-Germain FC   | Dom. | 2 - 0 | Jakovljević 41e, Youm 89e         | 7      |           |
| Samedi 16 mars 1991       | J30     | -      | Brest Armorique FC       | Ext. | 0 - 1 | -                                 | 10     |           |
| Samedi 23 mars 1991       | J31     | -      | SC Toulon-Var            | Dom. | 0 - 0 | -                                 | 13     |           |
| Samedi 6 avril 1991       | J32     | -      | Stade rennais FC         | Ext. | 0 - 2 | -                                 | 13     |           |
| Samedi 13 avril 1991      | J33     | -      | FC Sochaux-Montbéliard   | Dom. | 0 - 0 | -                                 | 12     |           |
| Samedi 20 avril 1991      | J34     | -      | Montpellier HSC          | Ext. | 1 - 1 | Youm 48e                          | 14     |           |
| Samedi 4 mai 1991         | J35     | -      | AJ Auxerre               | Dom. | 2 - 3 | Eydelie 40e, Youm 43e             | 14     |           |
| Vendredi 10 mai 1991      | J36     | -      | OGC Nice                 | Ext. | 1 - 1 | Youm 47e                          | 14     |           |
| Vendredi 17 mai 1991      | J37     | -      | Olympique lyonnais       | Dom. | 0 - 0 | -                                 | 14     |           |
| Vendredi 24 mai 1991      | J38     | -      | SM Caen                  | Ext. | 0 - 1 | -                                 | 16     |           |

### Coupe de France
| Date                  | Tour  | Adversaire             | Niveau | Lieu | Score             | Buteurs du FCN        | Affluence |
| --------------------- | ----- | ---------------------- | ------ | ---- | ----------------- | --------------------- | --------- |
| Vendredi 8 mars 1991  | 1/32e | FC Mulhouse Sud-Alsace | D2 - A | Ext. | 1 - 0             | Fernier 24e           | 5.000     |
| Mercredi 3 avril 1991 | 1/16e | US Fécamp              | (D3)   | Ext. | 1 - 1, 4-3 t.a.b. | Robert 62e            | 8.990     |
| Samedi 27 avril 1991  | 1/8e  | Brest Armorique FC     | D1     | Ext. | 2 - 1             | N'Doram 67e, Youm 83e | 16.000    |
| Mardi 14 mai 1991     | 1/4   | Olympique de Marseille | D1     | Dom. | 1 - 2 a.p.        | Le Guen 77e           | 33.612    |

## Statistiques

### Statistiques collectives
| Compétition     | Débute au tour  | Termine       | Matches joués | Gagnés | Nuls | Perdus | Buts pour | Buts contre | Différence |
| --------------- | --------------- | ------------- | ------------- | ------ | ---- | ------ | --------- | ----------- | ---------- |
| Division 1      | -               | 15e           | 38            | 9      | 16   | 13     | 34        | 44          | -10        |
| Coupe de France | 1/32e de finale | 1/4 de finale | 4             | 3      | 0    | 1      | 5         | 4           | +1         |
| Total           | -               | -             | 42            | 12     | 16   | 14     | 39        | 48          | -9         |

## Affluences
L'affluence à domicile du FC Nantes atteint un total :
- de spectateurs en 19 rencontres de Division 1, soit une moyenne de /match.
- de 33 612 spectateurs en 1 rencontre de Coupe de France.
- de spectateurs en rencontres toutes compétitions confondues, soit une moyenne de /match.